# Cuerpo Aéreo del Ejército de los Estados Unidos
El Cuerpo Aéreo del Ejército de los Estados Unidos (en inglés: United States Army Air Corps, abreviado como USAAC) fue el cuerpo aéreo del Ejército de los Estados Unidos desde 1926 hasta 1942, cuando fue convertido en las Fuerzas Aéreas del Ejército de los Estados Unidos (USAAF), servicio precursor directo de la actual Fuerza Aérea (USAF).
En la actualidad, el Ejército mantiene una rama de aviación, aunque no está relacionada con el antiguo USAAC.

## Evolución del servicio de aviación militar de Estados Unidos
- Cuerpo de Señales de los Estados Unidos, División Aeronáutica  1 de agosto de 1907 – 18 de julio de 1914
- Cuerpo de Señales de los Estados Unidos, Sección de Aviación  18 de julio de 1914 – 20 de mayo de 1918
- División de Aeronáutica Militar  20 de mayo de 1918 – 24 de mayo de 1918
- Servicio Aéreo del Ejército de los Estados Unidos  24 de mayo de 1918 – 2 de julio de 1926
- Cuerpo Aéreo del Ejército de los Estados Unidos  2 de julio de 1926 – 20 de junio de 1941
- Fuerzas Aéreas del Ejército de los Estados Unidos  20 de junio de 1941 – 18 de septiembre de 1947
- Fuerza Aérea de los Estados Unidos  18 de septiembre de 1947-actualidad

## Jefes del Cuerpo Aéreo

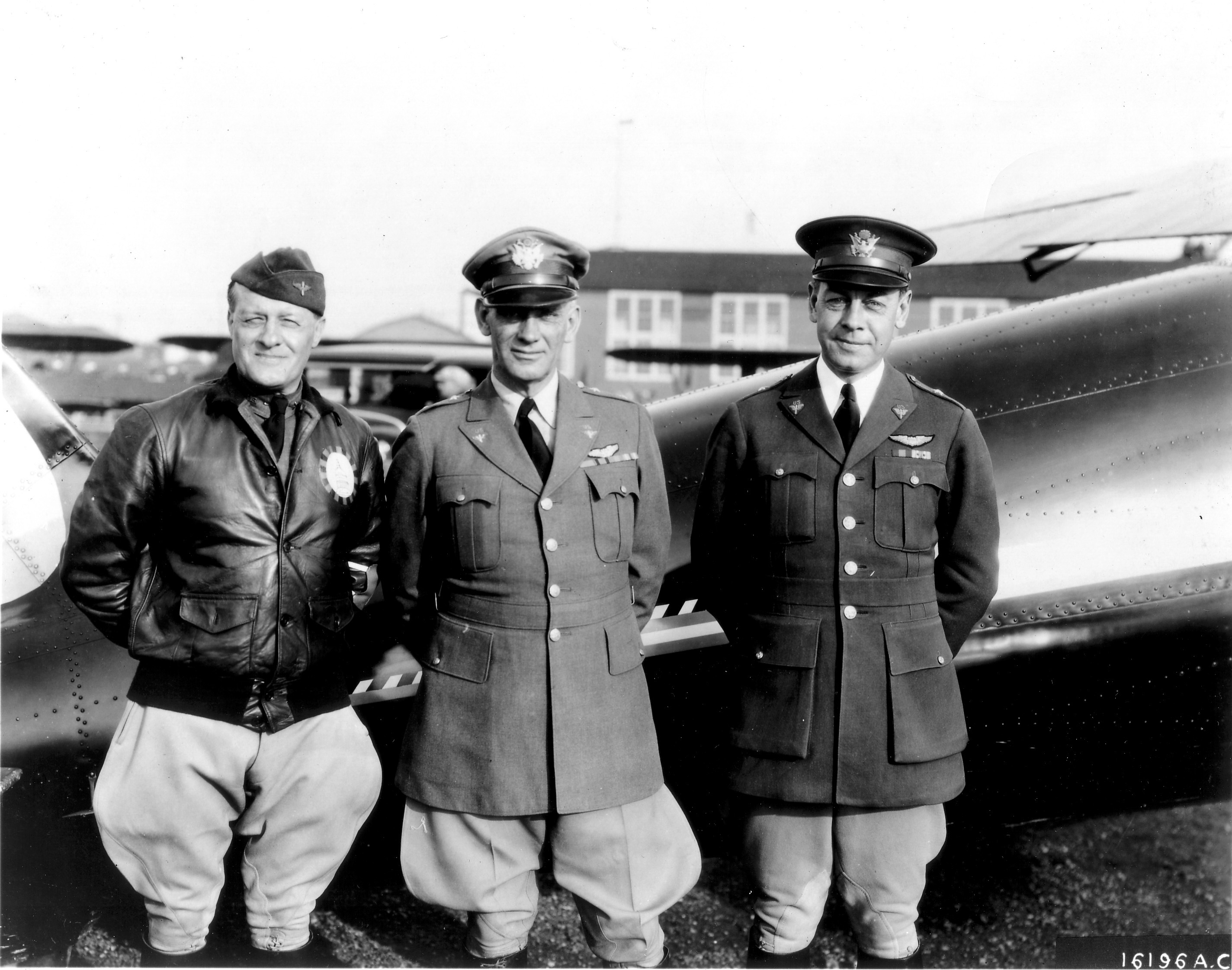
Generales Benjamin D. Foulois (izquierda), James E. Fechet y H. Conger Pratt.

- Maj. Gen. Mason M. Patrick, 2 de julio de 1926 – 13 de diciembre de 1927
- Maj. Gen. James E. Fechet, 14 de diciembre de 1927 – 19 de diciembre de 1931
- Maj. Gen. Benjamin D. Foulois, 20 de diciembre de 1931 – 21 de diciembre de 1935
- Maj. Gen. Oscar M. Westover, 22 de diciembre de 1935 – 21 de septiembre de 1938
- Maj. Gen. Henry H. Arnold, 29 de septiembre de 1938 – 20 de junio de 1941
- Maj. Gen. George H. Brett, 20 de junio de 1941 – 9 de marzo de 1942

## Tamaño anual
Número de efectivos sirviendo en el Cuerpo Aéreo a fecha de 30 de junio de cada año.
| Año  | Tamaño |  | Año  | Tamaño |  | Año  | Tamaño  |
| 1927 | 9.979  |  | 1932 | 14.650 |  | 1937 | 18.572  |
| 1928 | 10.518 |  | 1933 | 14.817 |  | 1938 | 20.196  |
| 1929 | 12.080 |  | 1934 | 15.621 |  | 1939 | 22.387  |
| 1930 | 13.305 |  | 1935 | 15.945 |  | 1940 | 51.185  |
| 1931 | 14.485 |  | 1936 | 16.863 |  | 1941 | 152.125 |

## Galería de imágenes

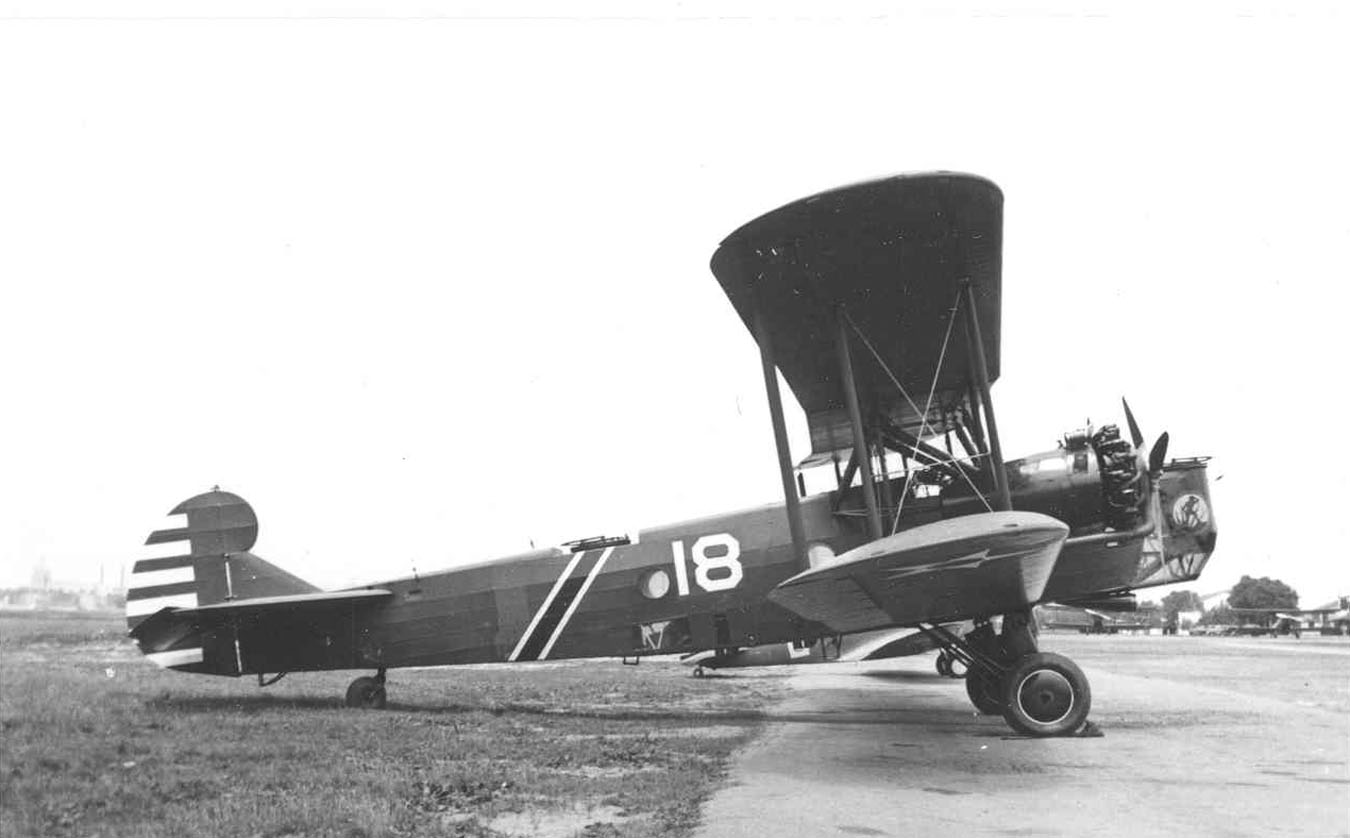
Keystone B-6A del 1.º Escuadrón de Bombardero.
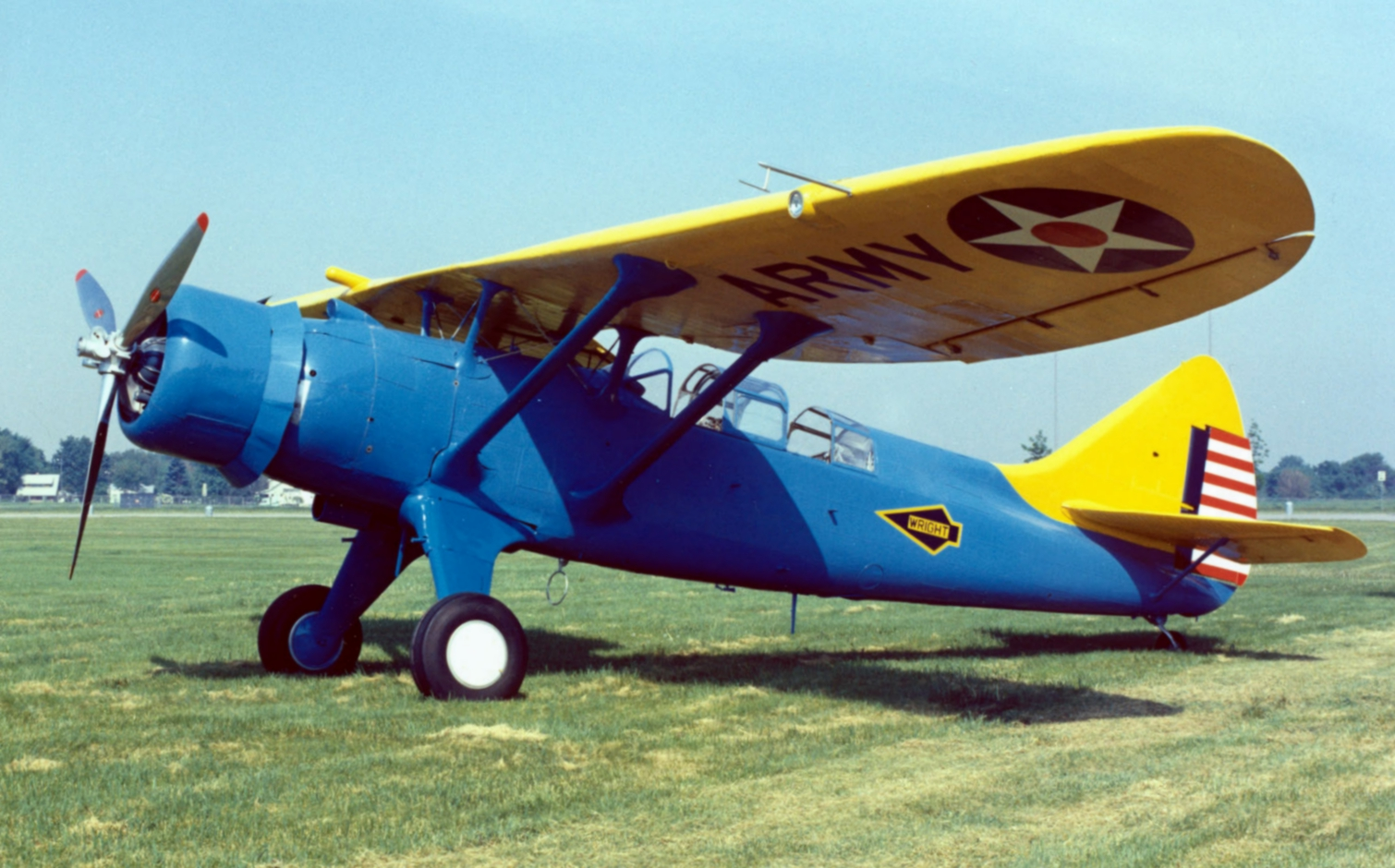
Avión de observación Douglas O-46A.
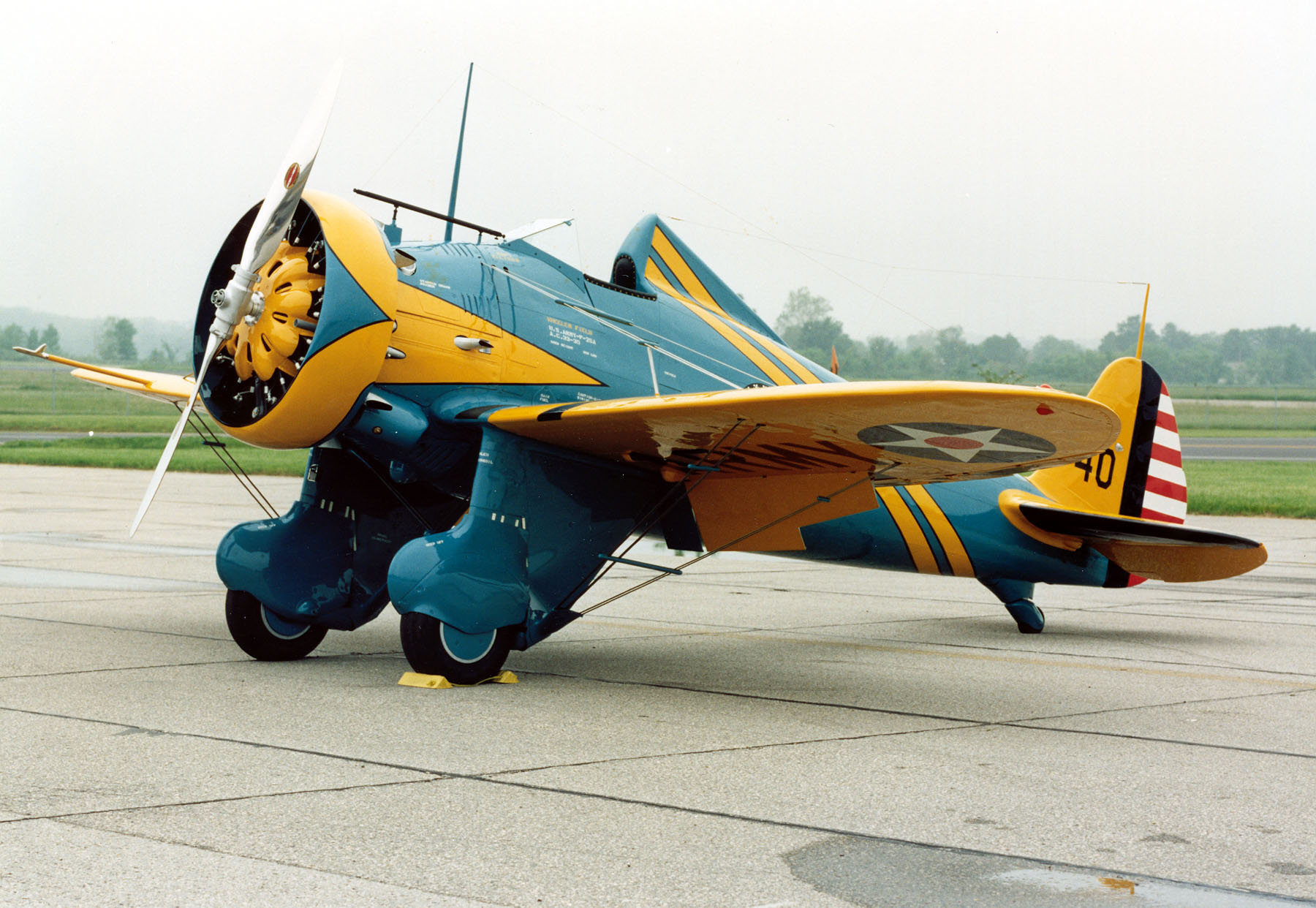
Caza Boeing P-26A con los colores del 19.º Escuadrón de Persecución.
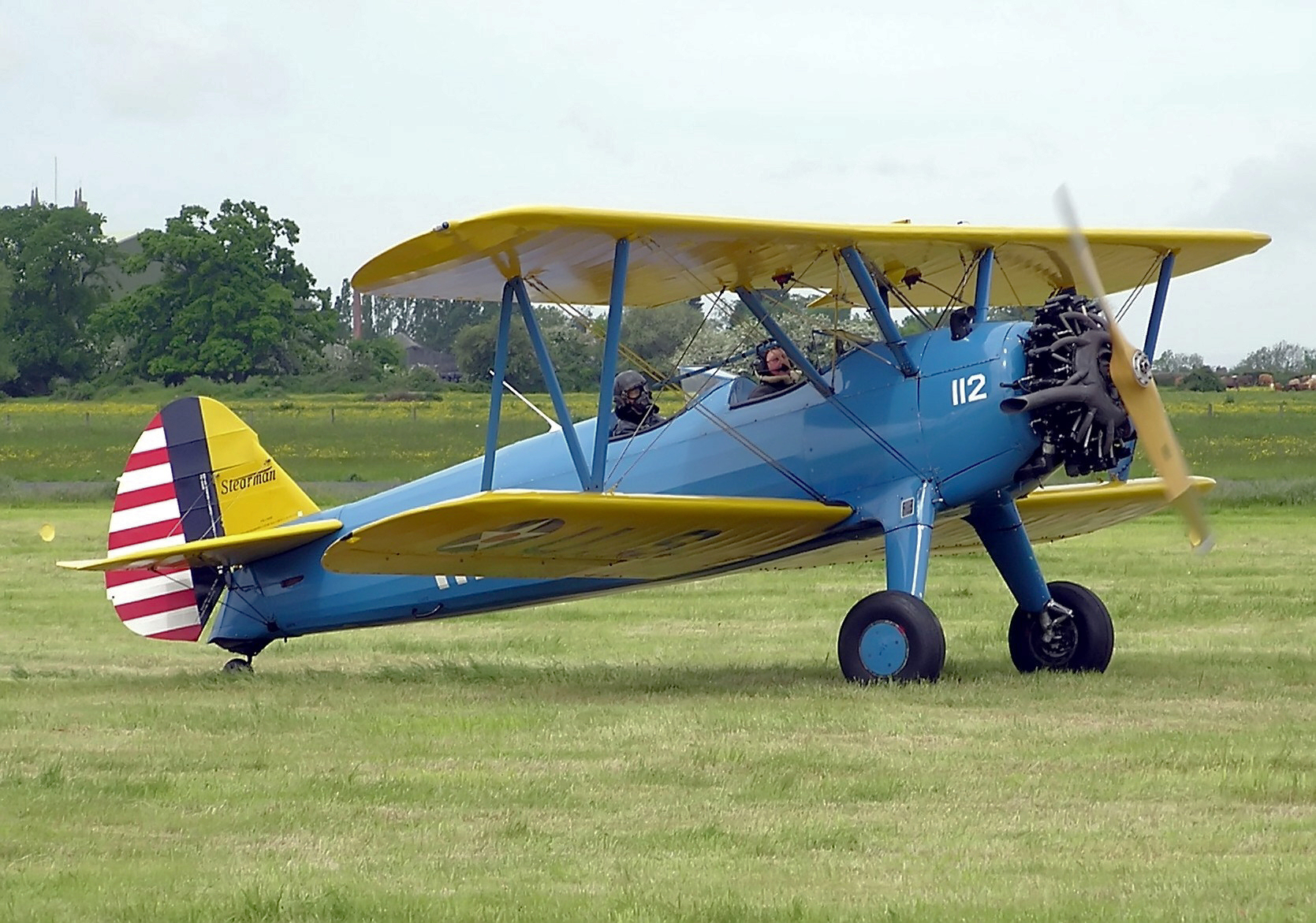
Avión de entrenamiento Stearman PT-13.
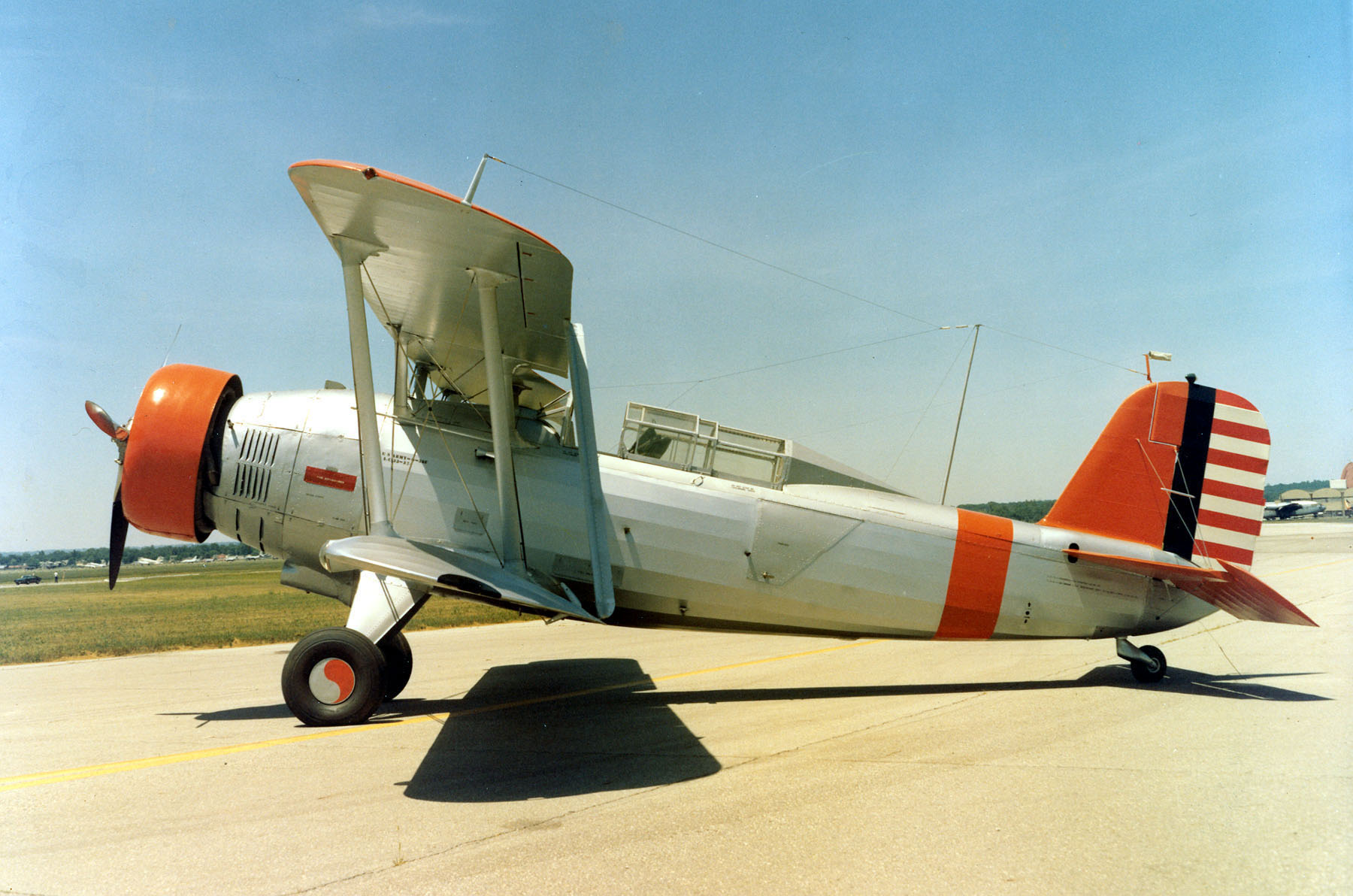
Avión de observación Douglas O-38F.
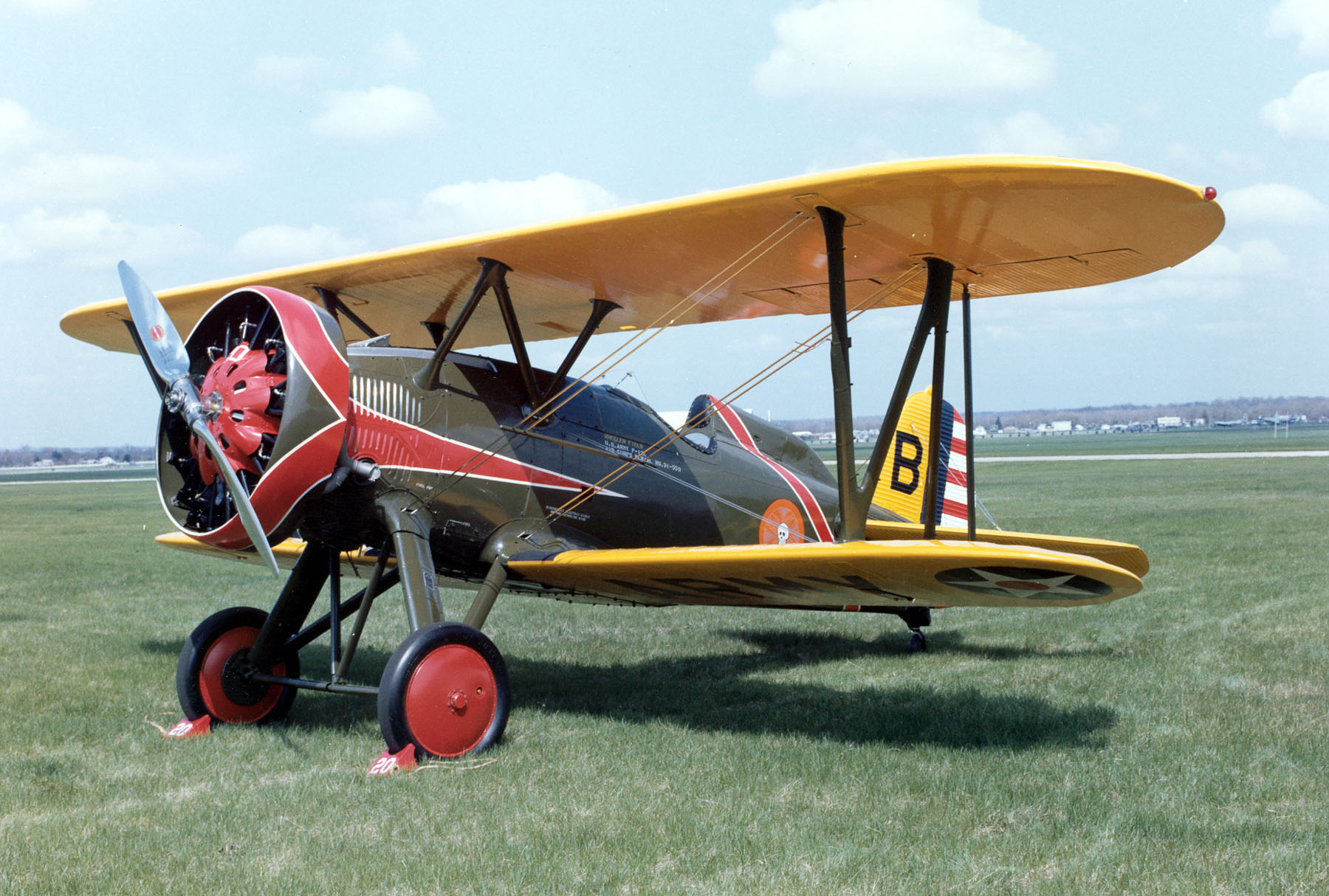
Caza Boeing P-12E con los colores del 6.º Escuadrón de Persecución.